# Eskilstuna
Eskilstuna er den største by i Södermanlands län med 69.005 indbyggere (106.000 i Eskilstuna kommune).
Byen blev grundlagt omkring år 1100 af missionæren Sankt Eskil, der slog sig ned ved Mälaren. En stor del af byens befolkning er svensk-finsk.
Byen er hjemsted for Sveriges ældste eksisterende aktieselskab, designvirksomheden Gense. Her er også verdens første genbrugsvarehus, ReTuna.